# Cybo-Malaspina
A família Cybo-Malaspina foi a casa principesca italiana que reinou no ducado de Massa e Carrara de 1553 a 1790. Na origem deste ramo esteve o casamento de Ricarda Malaspina (herdeira da família que governava Massa-Carrara) com Lourenço Cybo.

## História
Antonio Alberico II Malaspina tornara-se, em 1481, marquês de Massa e senhor de Carrara, cargo que partilhava com o irmão Francisco (deposto em 1483 e morto em 1484). 
Sem descendência masculina, e desrespeitando a Lei Sálica que vigorava na Casa Malaspina, Antonio Alberico II designou como sucessor nos seus feudos a filha primogénita, tida de Lucrécia d’Este, Leonor, que casara, em 1515, com o nobre Scipione Fieschi, conde de Lavagna e patrício da República de Génova, usufruindo, assim, do apoio da potência vizinha. Mas, no mesmo ano, a noiva morre. Passado o período de luto, o marquês faz casar a sua segunda filha, Ricarda, com o viúvo da irmã, matrimónio que durou quatro anos.
Em 1519, Antonio Alberico II morre, e foi a filha Ricarda a suceder-lhe como primeira soberana de Massa e Carrara. Jovem (22 anos), viúva e orfã, e contestada a sua sucessão no marquesado pelos descendentes do seu tio Francisco, a marquesa encontra a solução para o problema através de uma segunda aliança matrimonial, desta vez com uma influente Casa italiana. Assim, em 14 de maio de 1520, casou em segundas núpcias com Lourenço Cybo (1500-1549), conde de Ferentillo, filho de Franceschetto Cybo (bastardo do Papa Inocêncio VIII) e de Madalena de Médici (filha de Lourenço, o Magnífico). É bastante amplo o apoio que o jovem casal dispõe e que vai desde a República de Génova, ao Papado (o Papa Leão X era seu tio e o cardeal Inocêncio Cybo seu irmão).
É neste casamento, de Ricarda e Lourenço, que se encontra a origem da dinastia Cybo-Malaspina, que foi estabelecida em virtude da disposição testamentária de Ricarda Malaspina, que exigia que os seus herdeiros acrescentassem o apelido materno de nascimento ao do seu pai. Em 1529, graças a uma decisão absolutamente inusitada do imperador Carlos V, Ricarda obteve, em derrogação à lei sálica, a investidura suo jure dos feudos paternos e o direito de os transmitir também aos seus descendentes femininos, na ausência de herdeiros masculinos. O primeiro representante da nova dinastia foi Alberico I (1534-1623), sendo o último Maria Teresa (1725-1790), que veio a ser consorte de Hércules III de Este, Duque de Módena e Reggio. A filha única deste casal, Maria Beatriz d'Este (1750-1829), sucederá à mãe graças ao decreto de Carlos V de 1529, mas não poderá suceder ao pai no Ducado de Modena e Reggio, onde vigorava a lei sálica.
Maria Beatriz casou com Fernando Carlos de Hasbsburgo, filho da imperatriz Maria Teresa da Áustria. O contrato de casamento previa que o futuro marido obtivesse a investidura suo jure dos ducados de Este em caso de extinção da linhagem masculina da família e que neste caso assumiria o apelido Este ao lado do da sua família: nasceu assim a nova estirpe dos Austria-Este que foi extinta em 1875 com a morte, sem herdeiros, de Francisco V de Módena (neto de Maria Beatriz e de Fernando Carlos), e cujo apelido foi transmitido por testamento a outro representante da Casa de Habsburgo-Lorena.

### Marqueses de Massa e Senhores de Carrara
| Governo (de - a ) | Nome       | (nascimento-morte) |
| 1546-1547         | Júlio      | (1525-1548)        |
| 1553-1568         | Alberico I | (1534-1623)        |

### Príncipes de Massa e Marqueses de Carrara
| Governo (de - a ) | Nome        | (nascimento-morte) |
| 1568-1623         | Alberico I  | (1534-1623)        |
| 1623-1662         | Carlos I    | (1581-1662)        |
| 1662-1664         | Alberico II | (1607-1690)        |

### Duques de Massa e Príncipes de Carrara
| Governo (de - a )     | Nome                      | (nascimento – morte) |
| 1664-1690             | Alberico II               | (1607-1690)          |
| 1690-1710             | Carlos II                 | (1631-1710)          |
| 1710-1715             | Alberico III              | (1674-1715)          |
| 1715-1731             | Alderano I                | (1690-1731)          |
| 1731-1790             | Maria Teresa              | (1725-1790)          |
| 1790-1796 e 1814-1829 | Maria Beatriz Ricarda III | (1750-1829)          |

Maria Beatriz d'Este, conhecida em Massa e Carrara por Maria Beatriz Ricarda III[carece de fontes?], foi a última soberana que governou, como entidade independente, o Ducado de Massa e Carrara, herdado da mãe em virtude do decreto imperial de 1529. Foi o seu filho e sucessor, Francisco IV de Módena, colocado no trono Este pelo Congresso de Viena como primogénito e herdeiro de Fernando Carlos de Áustria-Este, que formalizou a integração de Massa-Carrara no Ducado de Módena.

## Arvore Genealógica[3]
A linha dos Cybo-Malaspina surgiu do casamento de Ricarda (Ricciarda), herdeira da família Malaspina que governava os estados de Massa e Carrara, com Lourenço Cybo originando, assim, um novo ramo.
|  |  |  |  | | | | | Inocêncio VIII (Giovanni Battista Cybo) [1432-1492] Cardeal 1473, Papa 1484                                             | |                                                                             |                                                                             |                                                                                           |                                                                                           |                                                                                           |                                                                                           |                                                                                           |                                                                                           |  |  | | | | | | | |  |                                                                               |                                                                               |                                                                               |                                                                               |                                                                               |                                                                               |                                                                |                                                                |                                                                     |                                                                     |                                                                     |                                                                     |                                                                     |                                                                     |  |  |  |  |  |  |  |  |  |  |  |  |  |  |  |  |  |  |  |  |  |  |  |  |  |  |
|  |  |  |  | | | | | | |                                                                             |                                                                             |                                                                                           |                                                                                           |                                                                                           |                                                                                           |                                                                                           |                                                                                           |  |  | | | | | | | |  |                                                                               |                                                                               |                                                                               |                                                                               |                                                                               |                                                                               |                                                                |                                                                |                                                                     |                                                                     |                                                                     |                                                                     |                                                                     |                                                                     |  |  |  |  |  |  |  |  |  |  |  |  |  |  |  |  |  |  |  |  |  |  |  |  |  |  |
|  |  |  |  | | | | | Franceschetto Cybo [1449-1519] C.de Ferentillo General dos Exércitos Papais                                             | Franceschetto Cybo [1449-1519] C.de Ferentillo General dos Exércitos Papais                                             | Franceschetto Cybo [1449-1519] C.de Ferentillo General dos Exércitos Papais | Franceschetto Cybo [1449-1519] C.de Ferentillo General dos Exércitos Papais | Franceschetto Cybo [1449-1519] C.de Ferentillo General dos Exércitos Papais               | Franceschetto Cybo [1449-1519] C.de Ferentillo General dos Exércitos Papais               |                                                                                           |                                                                                           |                                                                                           |                                                                                           |  |  | | | | | | | |  | António Alberico II Malaspina [...-1519] M.de Massa e Sr.de Carrara 1481-1519 | António Alberico II Malaspina [...-1519] M.de Massa e Sr.de Carrara 1481-1519 | António Alberico II Malaspina [...-1519] M.de Massa e Sr.de Carrara 1481-1519 | António Alberico II Malaspina [...-1519] M.de Massa e Sr.de Carrara 1481-1519 | António Alberico II Malaspina [...-1519] M.de Massa e Sr.de Carrara 1481-1519 | António Alberico II Malaspina [...-1519] M.de Massa e Sr.de Carrara 1481-1519 |                                                                |                                                                |                                                                     |                                                                     |                                                                     |                                                                     |                                                                     |                                                                     |  |  |  |  |  |  |  |  |  |  |  |  |  |  |  |  |  |  |  |  |  |  |  |  |  |  |
|  |  |  |  | | | | | Franceschetto Cybo [1449-1519] C.de Ferentillo General dos Exércitos Papais                                             | Franceschetto Cybo [1449-1519] C.de Ferentillo General dos Exércitos Papais                                             | Franceschetto Cybo [1449-1519] C.de Ferentillo General dos Exércitos Papais | Franceschetto Cybo [1449-1519] C.de Ferentillo General dos Exércitos Papais | Franceschetto Cybo [1449-1519] C.de Ferentillo General dos Exércitos Papais               | Franceschetto Cybo [1449-1519] C.de Ferentillo General dos Exércitos Papais               |                                                                                           |                                                                                           |                                                                                           |                                                                                           |  |  | | | | | | | |  | António Alberico II Malaspina [...-1519] M.de Massa e Sr.de Carrara 1481-1519 | António Alberico II Malaspina [...-1519] M.de Massa e Sr.de Carrara 1481-1519 | António Alberico II Malaspina [...-1519] M.de Massa e Sr.de Carrara 1481-1519 | António Alberico II Malaspina [...-1519] M.de Massa e Sr.de Carrara 1481-1519 | António Alberico II Malaspina [...-1519] M.de Massa e Sr.de Carrara 1481-1519 | António Alberico II Malaspina [...-1519] M.de Massa e Sr.de Carrara 1481-1519 |                                                                |                                                                |                                                                     |                                                                     |                                                                     |                                                                     |                                                                     |                                                                     |  |  |  |  |  |  |  |  |  |  |  |  |  |  |  |  |  |  |  |  |  |  |  |  |  |  |
|  |  |  |  | | | | | | |                                                                             |                                                                             |                                                                                           |                                                                                           |                                                                                           |                                                                                           |                                                                                           |                                                                                           |  |  | | | | | | | |  |                                                                               |                                                                               |                                                                               |                                                                               |                                                                               |                                                                               |                                                                |                                                                |                                                                     |                                                                     |                                                                     |                                                                     |                                                                     |                                                                     |  |  |  |  |  |  |  |  |  |  |  |  |  |  |  |  |  |  |  |  |  |  |  |  |  |  |
|  |  |  |  | | | | | Lourenço Cybo (Lorenzo) [1500-1549] C.de Ferentillo                                                                     | Lourenço Cybo (Lorenzo) [1500-1549] C.de Ferentillo                                                                     | Lourenço Cybo (Lorenzo) [1500-1549] C.de Ferentillo                         | Lourenço Cybo (Lorenzo) [1500-1549] C.de Ferentillo                         | Lourenço Cybo (Lorenzo) [1500-1549] C.de Ferentillo                                       | Lourenço Cybo (Lorenzo) [1500-1549] C.de Ferentillo                                       |                                                                                           |                                                                                           |                                                                                           |                                                                                           |  |  | Ricarda Malaspina (Ricciarda) [1497-1553] M.de Massa e Sr.de Carrara 1519-1546 e 1547-1553                            | Ricarda Malaspina (Ricciarda) [1497-1553] M.de Massa e Sr.de Carrara 1519-1546 e 1547-1553                            | Ricarda Malaspina (Ricciarda) [1497-1553] M.de Massa e Sr.de Carrara 1519-1546 e 1547-1553                            | Ricarda Malaspina (Ricciarda) [1497-1553] M.de Massa e Sr.de Carrara 1519-1546 e 1547-1553                            | Ricarda Malaspina (Ricciarda) [1497-1553] M.de Massa e Sr.de Carrara 1519-1546 e 1547-1553                            | Ricarda Malaspina (Ricciarda) [1497-1553] M.de Massa e Sr.de Carrara 1519-1546 e 1547-1553                            | |  |                                                                               |                                                                               |                                                                               |                                                                               |                                                                               |                                                                               |                                                                |                                                                |                                                                     |                                                                     |                                                                     |                                                                     |                                                                     |                                                                     |  |  |  |  |  |  |  |  |  |  |  |  |  |  |  |  |  |  |  |  |  |  |  |  |  |  |
|  |  |  |  | | | | | Lourenço Cybo (Lorenzo) [1500-1549] C.de Ferentillo                                                                     | Lourenço Cybo (Lorenzo) [1500-1549] C.de Ferentillo                                                                     | Lourenço Cybo (Lorenzo) [1500-1549] C.de Ferentillo                         | Lourenço Cybo (Lorenzo) [1500-1549] C.de Ferentillo                         | Lourenço Cybo (Lorenzo) [1500-1549] C.de Ferentillo                                       | Lourenço Cybo (Lorenzo) [1500-1549] C.de Ferentillo                                       |                                                                                           |                                                                                           |                                                                                           |                                                                                           |  |  | Ricarda Malaspina (Ricciarda) [1497-1553] M.de Massa e Sr.de Carrara 1519-1546 e 1547-1553                            | Ricarda Malaspina (Ricciarda) [1497-1553] M.de Massa e Sr.de Carrara 1519-1546 e 1547-1553                            | Ricarda Malaspina (Ricciarda) [1497-1553] M.de Massa e Sr.de Carrara 1519-1546 e 1547-1553                            | Ricarda Malaspina (Ricciarda) [1497-1553] M.de Massa e Sr.de Carrara 1519-1546 e 1547-1553                            | Ricarda Malaspina (Ricciarda) [1497-1553] M.de Massa e Sr.de Carrara 1519-1546 e 1547-1553                            | Ricarda Malaspina (Ricciarda) [1497-1553] M.de Massa e Sr.de Carrara 1519-1546 e 1547-1553                            | |  |                                                                               |                                                                               |                                                                               |                                                                               |                                                                               |                                                                               |                                                                |                                                                |                                                                     |                                                                     |                                                                     |                                                                     |                                                                     |                                                                     |  |  |  |  |  |  |  |  |  |  |  |  |  |  |  |  |  |  |  |  |  |  |  |  |  |  |
|  |  |  |  | | | | | | |                                                                             |                                                                             |                                                                                           |                                                                                           |                                                                                           |                                                                                           |                                                                                           |                                                                                           |  |  | | | | | | | |  |                                                                               |                                                                               |                                                                               |                                                                               |                                                                               |                                                                               |                                                                |                                                                |                                                                     |                                                                     |                                                                     |                                                                     |                                                                     |                                                                     |  |  |  |  |  |  |  |  |  |  |  |  |  |  |  |  |  |  |  |  |  |  |  |  |  |  |
|  |  |  |  | | | | | | |                                                                             |                                                                             |                                                                                           |                                                                                           |                                                                                           |                                                                                           |                                                                                           |                                                                                           |  |  | | | | | | | |  |                                                                               |                                                                               |                                                                               |                                                                               |                                                                               |                                                                               |                                                                |                                                                |                                                                     |                                                                     |                                                                     |                                                                     |                                                                     |                                                                     |  |  |  |  |  |  |  |  |  |  |  |  |  |  |  |  |  |  |  |  |  |  |  |  |  |  |
|  |  |  |  | | | | | Júlio Cibo (Giulio) [1525-1548] M.de Massa e Sr. de Carrara 1546-1547                                                   | Júlio Cibo (Giulio) [1525-1548] M.de Massa e Sr. de Carrara 1546-1547                                                   | Júlio Cibo (Giulio) [1525-1548] M.de Massa e Sr. de Carrara 1546-1547       | Júlio Cibo (Giulio) [1525-1548] M.de Massa e Sr. de Carrara 1546-1547       | Júlio Cibo (Giulio) [1525-1548] M.de Massa e Sr. de Carrara 1546-1547                     | Júlio Cibo (Giulio) [1525-1548] M.de Massa e Sr. de Carrara 1546-1547                     |                                                                                           |                                                                                           |                                                                                           |                                                                                           |  |  | Alberico I Cybo-Malaspina [1534-1623] Marquês de Massa e Sr.de Carrara 1553-1568 Pr.de Massa e M.de Carrara 1568-1623 | Alberico I Cybo-Malaspina [1534-1623] Marquês de Massa e Sr.de Carrara 1553-1568 Pr.de Massa e M.de Carrara 1568-1623 | Alberico I Cybo-Malaspina [1534-1623] Marquês de Massa e Sr.de Carrara 1553-1568 Pr.de Massa e M.de Carrara 1568-1623 | Alberico I Cybo-Malaspina [1534-1623] Marquês de Massa e Sr.de Carrara 1553-1568 Pr.de Massa e M.de Carrara 1568-1623 | Alberico I Cybo-Malaspina [1534-1623] Marquês de Massa e Sr.de Carrara 1553-1568 Pr.de Massa e M.de Carrara 1568-1623 | Alberico I Cybo-Malaspina [1534-1623] Marquês de Massa e Sr.de Carrara 1553-1568 Pr.de Massa e M.de Carrara 1568-1623 | |  | Isabel Della Rovere (Elisabetta) [1529-1561] Pr.de Urbino                     | Isabel Della Rovere (Elisabetta) [1529-1561] Pr.de Urbino                     | Isabel Della Rovere (Elisabetta) [1529-1561] Pr.de Urbino                     | Isabel Della Rovere (Elisabetta) [1529-1561] Pr.de Urbino                     | Isabel Della Rovere (Elisabetta) [1529-1561] Pr.de Urbino                     | Isabel Della Rovere (Elisabetta) [1529-1561] Pr.de Urbino                     |                                                                |                                                                |                                                                     |                                                                     |                                                                     |                                                                     |                                                                     |                                                                     |  |  |  |  |  |  |  |  |  |  |  |  |  |  |  |  |  |  |  |  |  |  |  |  |  |  |
|  |  |  |  | | | | | Júlio Cibo (Giulio) [1525-1548] M.de Massa e Sr. de Carrara 1546-1547                                                   | Júlio Cibo (Giulio) [1525-1548] M.de Massa e Sr. de Carrara 1546-1547                                                   | Júlio Cibo (Giulio) [1525-1548] M.de Massa e Sr. de Carrara 1546-1547       | Júlio Cibo (Giulio) [1525-1548] M.de Massa e Sr. de Carrara 1546-1547       | Júlio Cibo (Giulio) [1525-1548] M.de Massa e Sr. de Carrara 1546-1547                     | Júlio Cibo (Giulio) [1525-1548] M.de Massa e Sr. de Carrara 1546-1547                     |                                                                                           |                                                                                           |                                                                                           |                                                                                           |  |  | Alberico I Cybo-Malaspina [1534-1623] Marquês de Massa e Sr.de Carrara 1553-1568 Pr.de Massa e M.de Carrara 1568-1623 | Alberico I Cybo-Malaspina [1534-1623] Marquês de Massa e Sr.de Carrara 1553-1568 Pr.de Massa e M.de Carrara 1568-1623 | Alberico I Cybo-Malaspina [1534-1623] Marquês de Massa e Sr.de Carrara 1553-1568 Pr.de Massa e M.de Carrara 1568-1623 | Alberico I Cybo-Malaspina [1534-1623] Marquês de Massa e Sr.de Carrara 1553-1568 Pr.de Massa e M.de Carrara 1568-1623 | Alberico I Cybo-Malaspina [1534-1623] Marquês de Massa e Sr.de Carrara 1553-1568 Pr.de Massa e M.de Carrara 1568-1623 | Alberico I Cybo-Malaspina [1534-1623] Marquês de Massa e Sr.de Carrara 1553-1568 Pr.de Massa e M.de Carrara 1568-1623 | |  | Isabel Della Rovere (Elisabetta) [1529-1561] Pr.de Urbino                     | Isabel Della Rovere (Elisabetta) [1529-1561] Pr.de Urbino                     | Isabel Della Rovere (Elisabetta) [1529-1561] Pr.de Urbino                     | Isabel Della Rovere (Elisabetta) [1529-1561] Pr.de Urbino                     | Isabel Della Rovere (Elisabetta) [1529-1561] Pr.de Urbino                     | Isabel Della Rovere (Elisabetta) [1529-1561] Pr.de Urbino                     |                                                                |                                                                |                                                                     |                                                                     |                                                                     |                                                                     |                                                                     |                                                                     |  |  |  |  |  |  |  |  |  |  |  |  |  |  |  |  |  |  |  |  |  |  |  |  |  |  |
|  |  |  |  | | | | | | |                                                                             |                                                                             |                                                                                           |                                                                                           |                                                                                           |                                                                                           |                                                                                           |                                                                                           |  |  | | | | | | | |  |                                                                               |                                                                               |                                                                               |                                                                               |                                                                               |                                                                               |                                                                |                                                                |                                                                     |                                                                     |                                                                     |                                                                     |                                                                     |                                                                     |  |  |  |  |  |  |  |  |  |  |  |  |  |  |  |  |  |  |  |  |  |  |  |  |  |  |
|  |  |  |  | | | | | | |                                                                             |                                                                             |                                                                                           |                                                                                           |                                                                                           |                                                                                           |                                                                                           |                                                                                           |  |  | | | | | | | |  |                                                                               |                                                                               |                                                                               |                                                                               |                                                                               |                                                                               |                                                                |                                                                |                                                                     |                                                                     |                                                                     |                                                                     |                                                                     |                                                                     |  |  |  |  |  |  |  |  |  |  |  |  |  |  |  |  |  |  |  |  |  |  |  |  |  |  |
|  |  |  |  | | | | | | |                                                                             |                                                                             |                                                                                           |                                                                                           |                                                                                           |                                                                                           |                                                                                           |                                                                                           |  |  | Alderano Cybo-Malaspina [1552-1606] Pr.-herdeiro de Massa e Carrara 1553-1606                                         | | | | | | |  |                                                                               |                                                                               |                                                                               |                                                                               |                                                                               |                                                                               |                                                                |                                                                |                                                                     |                                                                     |                                                                     |                                                                     |                                                                     |                                                                     |  |  |  |  |  |  |  |  |  |  |  |  |  |  |  |  |  |  |  |  |  |  |  |  |  |  |
|  |  |  |  | | | | | | |                                                                             |                                                                             |                                                                                           |                                                                                           |                                                                                           |                                                                                           |                                                                                           |                                                                                           |  |  | | | | | | | |  |                                                                               |                                                                               |                                                                               |                                                                               |                                                                               |                                                                               |                                                                |                                                                |                                                                     |                                                                     |                                                                     |                                                                     |                                                                     |                                                                     |  |  |  |  |  |  |  |  |  |  |  |  |  |  |  |  |  |  |  |  |  |  |  |  |  |  |
|  |  |  |  | | | | | | |                                                                             |                                                                             |                                                                                           |                                                                                           |                                                                                           |                                                                                           |                                                                                           |                                                                                           |  |  | Carlos I Cybo-Malaspina (Carlo I) [1581-1662] Pr.de Massa e Sr. de Carrara 1623-1662                                  | | | | | | |  |                                                                               |                                                                               |                                                                               |                                                                               |                                                                               |                                                                               |                                                                |                                                                |                                                                     |                                                                     |                                                                     |                                                                     |                                                                     |                                                                     |  |  |  |  |  |  |  |  |  |  |  |  |  |  |  |  |  |  |  |  |  |  |  |  |  |  |
|  |  |  |  | | | | | | |                                                                             |                                                                             |                                                                                           |                                                                                           |                                                                                           |                                                                                           |                                                                                           |                                                                                           |  |  | | | | | | | |  |                                                                               |                                                                               |                                                                               |                                                                               |                                                                               |                                                                               |                                                                |                                                                |                                                                     |                                                                     |                                                                     |                                                                     |                                                                     |                                                                     |  |  |  |  |  |  |  |  |  |  |  |  |  |  |  |  |  |  |  |  |  |  |  |  |  |  |
|  |  |  |  | | | | | | |                                                                             |                                                                             |                                                                                           |                                                                                           |                                                                                           |                                                                                           |                                                                                           |                                                                                           |  |  | | | | | | | |  |                                                                               |                                                                               |                                                                               |                                                                               |                                                                               |                                                                               |                                                                |                                                                |                                                                     |                                                                     |                                                                     |                                                                     |                                                                     |                                                                     |  |  |  |  |  |  |  |  |  |  |  |  |  |  |  |  |  |  |  |  |  |  |  |  |  |  |
|  |  |  |  | Alberico II Cybo-Malaspina [1607-1690] Pr.de Massa e M. de Carrara 1662-1662 D.de Massa e Príncipe de Carrara 1664-1690 | Alberico II Cybo-Malaspina [1607-1690] Pr.de Massa e M. de Carrara 1662-1662 D.de Massa e Príncipe de Carrara 1664-1690 | Alberico II Cybo-Malaspina [1607-1690] Pr.de Massa e M. de Carrara 1662-1662 D.de Massa e Príncipe de Carrara 1664-1690 | Alberico II Cybo-Malaspina [1607-1690] Pr.de Massa e M. de Carrara 1662-1662 D.de Massa e Príncipe de Carrara 1664-1690 | Alberico II Cybo-Malaspina [1607-1690] Pr.de Massa e M. de Carrara 1662-1662 D.de Massa e Príncipe de Carrara 1664-1690 | Alberico II Cybo-Malaspina [1607-1690] Pr.de Massa e M. de Carrara 1662-1662 D.de Massa e Príncipe de Carrara 1664-1690 |                                                                             |                                                                             | Alderano Cybo (Alderano) [1613-1700] Cardeal 1645                                         | Alderano Cybo (Alderano) [1613-1700] Cardeal 1645                                         | Alderano Cybo (Alderano) [1613-1700] Cardeal 1645                                         | Alderano Cybo (Alderano) [1613-1700] Cardeal 1645                                         | Alderano Cybo (Alderano) [1613-1700] Cardeal 1645                                         | Alderano Cybo (Alderano) [1613-1700] Cardeal 1645                                         |  |  | Eduardo Cybo-Malaspina (Odoardo) [1619-1705] Patriarca Latino de Constantinopla 1689                                  | Eduardo Cybo-Malaspina (Odoardo) [1619-1705] Patriarca Latino de Constantinopla 1689                                  | Eduardo Cybo-Malaspina (Odoardo) [1619-1705] Patriarca Latino de Constantinopla 1689                                  | Eduardo Cybo-Malaspina (Odoardo) [1619-1705] Patriarca Latino de Constantinopla 1689                                  | Eduardo Cybo-Malaspina (Odoardo) [1619-1705] Patriarca Latino de Constantinopla 1689                                  | Eduardo Cybo-Malaspina (Odoardo) [1619-1705] Patriarca Latino de Constantinopla 1689                                  | |  | Ricarda Cybo-Malaspina (Ricciarda) [1622-1683]                                | Ricarda Cybo-Malaspina (Ricciarda) [1622-1683]                                | Ricarda Cybo-Malaspina (Ricciarda) [1622-1683]                                | Ricarda Cybo-Malaspina (Ricciarda) [1622-1683]                                | Ricarda Cybo-Malaspina (Ricciarda) [1622-1683]                                | Ricarda Cybo-Malaspina (Ricciarda) [1622-1683]                                |                                                                |                                                                | Afonso II Gonzaga (Alfonso II) [1616-1678] 7º C.de Novellara 1650   | Afonso II Gonzaga (Alfonso II) [1616-1678] 7º C.de Novellara 1650   | Afonso II Gonzaga (Alfonso II) [1616-1678] 7º C.de Novellara 1650   | Afonso II Gonzaga (Alfonso II) [1616-1678] 7º C.de Novellara 1650   | Afonso II Gonzaga (Alfonso II) [1616-1678] 7º C.de Novellara 1650   | Afonso II Gonzaga (Alfonso II) [1616-1678] 7º C.de Novellara 1650   |  |  |  |  |  |  |  |  |  |  |  |  |  |  |  |  |  |  |  |  |  |  |  |  |  |  |
|  |  |  |  | Alberico II Cybo-Malaspina [1607-1690] Pr.de Massa e M. de Carrara 1662-1662 D.de Massa e Príncipe de Carrara 1664-1690 | Alberico II Cybo-Malaspina [1607-1690] Pr.de Massa e M. de Carrara 1662-1662 D.de Massa e Príncipe de Carrara 1664-1690 | Alberico II Cybo-Malaspina [1607-1690] Pr.de Massa e M. de Carrara 1662-1662 D.de Massa e Príncipe de Carrara 1664-1690 | Alberico II Cybo-Malaspina [1607-1690] Pr.de Massa e M. de Carrara 1662-1662 D.de Massa e Príncipe de Carrara 1664-1690 | Alberico II Cybo-Malaspina [1607-1690] Pr.de Massa e M. de Carrara 1662-1662 D.de Massa e Príncipe de Carrara 1664-1690 | Alberico II Cybo-Malaspina [1607-1690] Pr.de Massa e M. de Carrara 1662-1662 D.de Massa e Príncipe de Carrara 1664-1690 |                                                                             |                                                                             | Alderano Cybo (Alderano) [1613-1700] Cardeal 1645                                         | Alderano Cybo (Alderano) [1613-1700] Cardeal 1645                                         | Alderano Cybo (Alderano) [1613-1700] Cardeal 1645                                         | Alderano Cybo (Alderano) [1613-1700] Cardeal 1645                                         | Alderano Cybo (Alderano) [1613-1700] Cardeal 1645                                         | Alderano Cybo (Alderano) [1613-1700] Cardeal 1645                                         |  |  | Eduardo Cybo-Malaspina (Odoardo) [1619-1705] Patriarca Latino de Constantinopla 1689                                  | Eduardo Cybo-Malaspina (Odoardo) [1619-1705] Patriarca Latino de Constantinopla 1689                                  | Eduardo Cybo-Malaspina (Odoardo) [1619-1705] Patriarca Latino de Constantinopla 1689                                  | Eduardo Cybo-Malaspina (Odoardo) [1619-1705] Patriarca Latino de Constantinopla 1689                                  | Eduardo Cybo-Malaspina (Odoardo) [1619-1705] Patriarca Latino de Constantinopla 1689                                  | Eduardo Cybo-Malaspina (Odoardo) [1619-1705] Patriarca Latino de Constantinopla 1689                                  | |  | Ricarda Cybo-Malaspina (Ricciarda) [1622-1683]                                | Ricarda Cybo-Malaspina (Ricciarda) [1622-1683]                                | Ricarda Cybo-Malaspina (Ricciarda) [1622-1683]                                | Ricarda Cybo-Malaspina (Ricciarda) [1622-1683]                                | Ricarda Cybo-Malaspina (Ricciarda) [1622-1683]                                | Ricarda Cybo-Malaspina (Ricciarda) [1622-1683]                                |                                                                |                                                                | Afonso II Gonzaga (Alfonso II) [1616-1678] 7º C.de Novellara 1650   | Afonso II Gonzaga (Alfonso II) [1616-1678] 7º C.de Novellara 1650   | Afonso II Gonzaga (Alfonso II) [1616-1678] 7º C.de Novellara 1650   | Afonso II Gonzaga (Alfonso II) [1616-1678] 7º C.de Novellara 1650   | Afonso II Gonzaga (Alfonso II) [1616-1678] 7º C.de Novellara 1650   | Afonso II Gonzaga (Alfonso II) [1616-1678] 7º C.de Novellara 1650   |  |  |  |  |  |  |  |  |  |  |  |  |  |  |  |  |  |  |  |  |  |  |  |  |  |  |
|  |  |  |  | | | | | | |                                                                             |                                                                             |                                                                                           |                                                                                           |                                                                                           |                                                                                           |                                                                                           |                                                                                           |  |  | | | | | | | |  |                                                                               |                                                                               |                                                                               |                                                                               |                                                                               |                                                                               |                                                                |                                                                |                                                                     |                                                                     |                                                                     |                                                                     |                                                                     |                                                                     |  |  |  |  |  |  |  |  |  |  |  |  |  |  |  |  |  |  |  |  |  |  |  |  |  |  |
|  |  |  |  | | | | | | |                                                                             |                                                                             |                                                                                           |                                                                                           |                                                                                           |                                                                                           |                                                                                           |                                                                                           |  |  | | | | | | | |  |                                                                               |                                                                               |                                                                               |                                                                               |                                                                               |                                                                               |                                                                |                                                                |                                                                     |                                                                     |                                                                     |                                                                     |                                                                     |                                                                     |  |  |  |  |  |  |  |  |  |  |  |  |  |  |  |  |  |  |  |  |  |  |  |  |  |  |
|  |  |  |  | Carlos II Cybo-Malaspina (Carlo II) [1631-16710] D.de Massa e Pr. de Carrara 1690-1710                                  | Carlos II Cybo-Malaspina (Carlo II) [1631-16710] D.de Massa e Pr. de Carrara 1690-1710                                  | Carlos II Cybo-Malaspina (Carlo II) [1631-16710] D.de Massa e Pr. de Carrara 1690-1710                                  | Carlos II Cybo-Malaspina (Carlo II) [1631-16710] D.de Massa e Pr. de Carrara 1690-1710                                  | Carlos II Cybo-Malaspina (Carlo II) [1631-16710] D.de Massa e Pr. de Carrara 1690-1710                                  | Carlos II Cybo-Malaspina (Carlo II) [1631-16710] D.de Massa e Pr. de Carrara 1690-1710                                  |                                                                             |                                                                             | Alexandre Cybo-Malaspina (Alessandro) [1633-1705] Patriarca Latino de Constantinopla 1705 | Alexandre Cybo-Malaspina (Alessandro) [1633-1705] Patriarca Latino de Constantinopla 1705 | Alexandre Cybo-Malaspina (Alessandro) [1633-1705] Patriarca Latino de Constantinopla 1705 | Alexandre Cybo-Malaspina (Alessandro) [1633-1705] Patriarca Latino de Constantinopla 1705 | Alexandre Cybo-Malaspina (Alessandro) [1633-1705] Patriarca Latino de Constantinopla 1705 | Alexandre Cybo-Malaspina (Alessandro) [1633-1705] Patriarca Latino de Constantinopla 1705 |  |  | | | | | | | |  |                                                                               |                                                                               |                                                                               |                                                                               |                                                                               |                                                                               |                                                                |                                                                | Camilo III Gonzaga (Camillo III) [1649-1727] 8º C.de Novellara 1678 | Camilo III Gonzaga (Camillo III) [1649-1727] 8º C.de Novellara 1678 | Camilo III Gonzaga (Camillo III) [1649-1727] 8º C.de Novellara 1678 | Camilo III Gonzaga (Camillo III) [1649-1727] 8º C.de Novellara 1678 | Camilo III Gonzaga (Camillo III) [1649-1727] 8º C.de Novellara 1678 | Camilo III Gonzaga (Camillo III) [1649-1727] 8º C.de Novellara 1678 |  |  |  |  |  |  |  |  |  |  |  |  |  |  |  |  |  |  |  |  |  |  |  |  |  |  |
|  |  |  |  | Carlos II Cybo-Malaspina (Carlo II) [1631-16710] D.de Massa e Pr. de Carrara 1690-1710                                  | Carlos II Cybo-Malaspina (Carlo II) [1631-16710] D.de Massa e Pr. de Carrara 1690-1710                                  | Carlos II Cybo-Malaspina (Carlo II) [1631-16710] D.de Massa e Pr. de Carrara 1690-1710                                  | Carlos II Cybo-Malaspina (Carlo II) [1631-16710] D.de Massa e Pr. de Carrara 1690-1710                                  | Carlos II Cybo-Malaspina (Carlo II) [1631-16710] D.de Massa e Pr. de Carrara 1690-1710                                  | Carlos II Cybo-Malaspina (Carlo II) [1631-16710] D.de Massa e Pr. de Carrara 1690-1710                                  |                                                                             |                                                                             | Alexandre Cybo-Malaspina (Alessandro) [1633-1705] Patriarca Latino de Constantinopla 1705 | Alexandre Cybo-Malaspina (Alessandro) [1633-1705] Patriarca Latino de Constantinopla 1705 | Alexandre Cybo-Malaspina (Alessandro) [1633-1705] Patriarca Latino de Constantinopla 1705 | Alexandre Cybo-Malaspina (Alessandro) [1633-1705] Patriarca Latino de Constantinopla 1705 | Alexandre Cybo-Malaspina (Alessandro) [1633-1705] Patriarca Latino de Constantinopla 1705 | Alexandre Cybo-Malaspina (Alessandro) [1633-1705] Patriarca Latino de Constantinopla 1705 |  |  | | | | | | | |  |                                                                               |                                                                               |                                                                               |                                                                               |                                                                               |                                                                               |                                                                |                                                                | Camilo III Gonzaga (Camillo III) [1649-1727] 8º C.de Novellara 1678 | Camilo III Gonzaga (Camillo III) [1649-1727] 8º C.de Novellara 1678 | Camilo III Gonzaga (Camillo III) [1649-1727] 8º C.de Novellara 1678 | Camilo III Gonzaga (Camillo III) [1649-1727] 8º C.de Novellara 1678 | Camilo III Gonzaga (Camillo III) [1649-1727] 8º C.de Novellara 1678 | Camilo III Gonzaga (Camillo III) [1649-1727] 8º C.de Novellara 1678 |  |  |  |  |  |  |  |  |  |  |  |  |  |  |  |  |  |  |  |  |  |  |  |  |  |  |
|  |  |  |  | | | | | | |                                                                             |                                                                             |                                                                                           |                                                                                           |                                                                                           |                                                                                           |                                                                                           |                                                                                           |  |  | | | | | | | |  |                                                                               |                                                                               |                                                                               |                                                                               |                                                                               |                                                                               |                                                                |                                                                |                                                                     |                                                                     |                                                                     |                                                                     |                                                                     |                                                                     |  |  |  |  |  |  |  |  |  |  |  |  |  |  |  |  |  |  |  |  |  |  |  |  |  |  |
|  |  |  |  | Alberico III Cybo-Malaspina [1674-1715] D.de Massa e Pr. de Carrara 1710-1715                                           | Alberico III Cybo-Malaspina [1674-1715] D.de Massa e Pr. de Carrara 1710-1715                                           | Alberico III Cybo-Malaspina [1674-1715] D.de Massa e Pr. de Carrara 1710-1715                                           | Alberico III Cybo-Malaspina [1674-1715] D.de Massa e Pr. de Carrara 1710-1715                                           | Alberico III Cybo-Malaspina [1674-1715] D.de Massa e Pr. de Carrara 1710-1715                                           | Alberico III Cybo-Malaspina [1674-1715] D.de Massa e Pr. de Carrara 1710-1715                                           |                                                                             |                                                                             | Camilo Cybo (Camillo) [1681-1743) Cardeal 1729                                            | Camilo Cybo (Camillo) [1681-1743) Cardeal 1729                                            | Camilo Cybo (Camillo) [1681-1743) Cardeal 1729                                            | Camilo Cybo (Camillo) [1681-1743) Cardeal 1729                                            | Camilo Cybo (Camillo) [1681-1743) Cardeal 1729                                            | Camilo Cybo (Camillo) [1681-1743) Cardeal 1729                                            |  |  | Alderano I Cybo-Malaspina [1690-1731] D.de Massa e Pr. de Carrara 1715-1731                                           | Alderano I Cybo-Malaspina [1690-1731] D.de Massa e Pr. de Carrara 1715-1731                                           | Alderano I Cybo-Malaspina [1690-1731] D.de Massa e Pr. de Carrara 1715-1731                                           | Alderano I Cybo-Malaspina [1690-1731] D.de Massa e Pr. de Carrara 1715-1731                                           | Alderano I Cybo-Malaspina [1690-1731] D.de Massa e Pr. de Carrara 1715-1731                                           | Alderano I Cybo-Malaspina [1690-1731] D.de Massa e Pr. de Carrara 1715-1731                                           | |  |                                                                               |                                                                               |                                                                               |                                                                               |                                                                               |                                                                               |                                                                |                                                                | Ricarda Gonzaga (Ricciarda) [1649-1768] Pr.de Novellara             | Ricarda Gonzaga (Ricciarda) [1649-1768] Pr.de Novellara             | Ricarda Gonzaga (Ricciarda) [1649-1768] Pr.de Novellara             | Ricarda Gonzaga (Ricciarda) [1649-1768] Pr.de Novellara             | Ricarda Gonzaga (Ricciarda) [1649-1768] Pr.de Novellara             | Ricarda Gonzaga (Ricciarda) [1649-1768] Pr.de Novellara             |  |  |  |  |  |  |  |  |  |  |  |  |  |  |  |  |  |  |  |  |  |  |  |  |  |  |
|  |  |  |  | Alberico III Cybo-Malaspina [1674-1715] D.de Massa e Pr. de Carrara 1710-1715                                           | Alberico III Cybo-Malaspina [1674-1715] D.de Massa e Pr. de Carrara 1710-1715                                           | Alberico III Cybo-Malaspina [1674-1715] D.de Massa e Pr. de Carrara 1710-1715                                           | Alberico III Cybo-Malaspina [1674-1715] D.de Massa e Pr. de Carrara 1710-1715                                           | Alberico III Cybo-Malaspina [1674-1715] D.de Massa e Pr. de Carrara 1710-1715                                           | Alberico III Cybo-Malaspina [1674-1715] D.de Massa e Pr. de Carrara 1710-1715                                           |                                                                             |                                                                             | Camilo Cybo (Camillo) [1681-1743) Cardeal 1729                                            | Camilo Cybo (Camillo) [1681-1743) Cardeal 1729                                            | Camilo Cybo (Camillo) [1681-1743) Cardeal 1729                                            | Camilo Cybo (Camillo) [1681-1743) Cardeal 1729                                            | Camilo Cybo (Camillo) [1681-1743) Cardeal 1729                                            | Camilo Cybo (Camillo) [1681-1743) Cardeal 1729                                            |  |  | Alderano I Cybo-Malaspina [1690-1731] D.de Massa e Pr. de Carrara 1715-1731                                           | Alderano I Cybo-Malaspina [1690-1731] D.de Massa e Pr. de Carrara 1715-1731                                           | Alderano I Cybo-Malaspina [1690-1731] D.de Massa e Pr. de Carrara 1715-1731                                           | Alderano I Cybo-Malaspina [1690-1731] D.de Massa e Pr. de Carrara 1715-1731                                           | Alderano I Cybo-Malaspina [1690-1731] D.de Massa e Pr. de Carrara 1715-1731                                           | Alderano I Cybo-Malaspina [1690-1731] D.de Massa e Pr. de Carrara 1715-1731                                           | |  |                                                                               |                                                                               |                                                                               |                                                                               |                                                                               |                                                                               |                                                                |                                                                | Ricarda Gonzaga (Ricciarda) [1649-1768] Pr.de Novellara             | Ricarda Gonzaga (Ricciarda) [1649-1768] Pr.de Novellara             | Ricarda Gonzaga (Ricciarda) [1649-1768] Pr.de Novellara             | Ricarda Gonzaga (Ricciarda) [1649-1768] Pr.de Novellara             | Ricarda Gonzaga (Ricciarda) [1649-1768] Pr.de Novellara             | Ricarda Gonzaga (Ricciarda) [1649-1768] Pr.de Novellara             |  |  |  |  |  |  |  |  |  |  |  |  |  |  |  |  |  |  |  |  |  |  |  |  |  |  |
|  |  |  |  | | | | | | |                                                                             |                                                                             |                                                                                           |                                                                                           |                                                                                           |                                                                                           |                                                                                           |                                                                                           |  |  | | | | | | | |  |                                                                               |                                                                               |                                                                               |                                                                               |                                                                               |                                                                               |                                                                |                                                                |                                                                     |                                                                     |                                                                     |                                                                     |                                                                     |                                                                     |  |  |  |  |  |  |  |  |  |  |  |  |  |  |  |  |  |  |  |  |  |  |  |  |  |  |
|  |  |  |  | | | | | | |                                                                             |                                                                             |                                                                                           |                                                                                           |                                                                                           |                                                                                           |                                                                                           |                                                                                           |  |  | | | | | | | |  |                                                                               |                                                                               |                                                                               |                                                                               |                                                                               |                                                                               |                                                                |                                                                |                                                                     |                                                                     |                                                                     |                                                                     |                                                                     |                                                                     |  |  |  |  |  |  |  |  |  |  |  |  |  |  |  |  |  |  |  |  |  |  |  |  |  |  |
|  |  |  |  | | | | | | |                                                                             |                                                                             |                                                                                           |                                                                                           |                                                                                           |                                                                                           |                                                                                           |                                                                                           |  |  | Maria Teresa Cybo-Malaspina [1725-1790] D.de Massa e Pr. de Carrara 1731-1790                                         | Maria Teresa Cybo-Malaspina [1725-1790] D.de Massa e Pr. de Carrara 1731-1790                                         | Maria Teresa Cybo-Malaspina [1725-1790] D.de Massa e Pr. de Carrara 1731-1790                                         | Maria Teresa Cybo-Malaspina [1725-1790] D.de Massa e Pr. de Carrara 1731-1790                                         | Maria Teresa Cybo-Malaspina [1725-1790] D.de Massa e Pr. de Carrara 1731-1790                                         | Maria Teresa Cybo-Malaspina [1725-1790] D.de Massa e Pr. de Carrara 1731-1790                                         | |  |                                                                               |                                                                               |                                                                               |                                                                               | Hercules III d'Este [1727-1803] D.de Módena e Reggio 1780-1796                | Hercules III d'Este [1727-1803] D.de Módena e Reggio 1780-1796                | Hercules III d'Este [1727-1803] D.de Módena e Reggio 1780-1796 | Hercules III d'Este [1727-1803] D.de Módena e Reggio 1780-1796 | Hercules III d'Este [1727-1803] D.de Módena e Reggio 1780-1796      | Hercules III d'Este [1727-1803] D.de Módena e Reggio 1780-1796      |                                                                     |                                                                     |                                                                     |                                                                     |  |  |  |  |  |  |  |  |  |  |  |  |  |  |  |  |  |  |  |  |  |  |  |  |  |  |
|  |  |  |  | | | | | | |                                                                             |                                                                             |                                                                                           |                                                                                           |                                                                                           |                                                                                           |                                                                                           |                                                                                           |  |  | Maria Teresa Cybo-Malaspina [1725-1790] D.de Massa e Pr. de Carrara 1731-1790                                         | Maria Teresa Cybo-Malaspina [1725-1790] D.de Massa e Pr. de Carrara 1731-1790                                         | Maria Teresa Cybo-Malaspina [1725-1790] D.de Massa e Pr. de Carrara 1731-1790                                         | Maria Teresa Cybo-Malaspina [1725-1790] D.de Massa e Pr. de Carrara 1731-1790                                         | Maria Teresa Cybo-Malaspina [1725-1790] D.de Massa e Pr. de Carrara 1731-1790                                         | Maria Teresa Cybo-Malaspina [1725-1790] D.de Massa e Pr. de Carrara 1731-1790                                         | |  |                                                                               |                                                                               |                                                                               |                                                                               | Hercules III d'Este [1727-1803] D.de Módena e Reggio 1780-1796                | Hercules III d'Este [1727-1803] D.de Módena e Reggio 1780-1796                | Hercules III d'Este [1727-1803] D.de Módena e Reggio 1780-1796 | Hercules III d'Este [1727-1803] D.de Módena e Reggio 1780-1796 | Hercules III d'Este [1727-1803] D.de Módena e Reggio 1780-1796      | Hercules III d'Este [1727-1803] D.de Módena e Reggio 1780-1796      |                                                                     |                                                                     |                                                                     |                                                                     |  |  |  |  |  |  |  |  |  |  |  |  |  |  |  |  |  |  |  |  |  |  |  |  |  |  |
|  |  |  |  | | | | | | |                                                                             |                                                                             |                                                                                           |                                                                                           |                                                                                           |                                                                                           |                                                                                           |                                                                                           |  |  | | | | | | | |  |                                                                               |                                                                               |                                                                               |                                                                               |                                                                               |                                                                               |                                                                |                                                                |                                                                     |                                                                     |                                                                     |                                                                     |                                                                     |                                                                     |  |  |  |  |  |  |  |  |  |  |  |  |  |  |  |  |  |  |  |  |  |  |  |  |  |  |
|  |  |  |  | | | | | | |                                                                             |                                                                             |                                                                                           |                                                                                           |                                                                                           |                                                                                           |                                                                                           |                                                                                           |  |  | | | | | | | Maria Beatriz d'Este (Maria Beatrice Ricciarda) [1750-1829] D.de Massa e Pr. de Carrara 1790-96 e 1814-29 |  |                                                                               |                                                                               |                                                                               |                                                                               |                                                                               |                                                                               |                                                                |                                                                |                                                                     |                                                                     |                                                                     |                                                                     |                                                                     |                                                                     |  |  |  |  |  |  |  |  |  |  |  |  |  |  |  |  |  |  |  |  |  |  |  |  |  |  |

Legenda :

D. = Duque(sa)

M. = Marquês(a)

C. = Conde(ssa)

Pr.= Príncipe(esa)

Sr.= Senhor(a)